# Alinne Moraes
Alinne Cristine Dorelli de Magalhães e Morais (sinh ngày 22/12/1982), được biết đến với cái tên Alinne Moraes, là một nữ diễn viên người Brasil đóng vai Monica Paiva (Nina) trong telenovela Como uma Onda và đóng vai Luciana trong Viver a Vida.

## Tiểu sử và nghề nghiệp
Moraes đã từng sinh sống tại Sorocaba, São Paulo. Trước khi trở thành một nữ diễn viên, cô đã làm việc với vai trò là một người mẫu thời trang, trong đó cô bắt đầu làm việc ở tuổi 12 và nghỉ hưu ở tuổi 18. Là một nữ diễn viên nổi tiếng ở Brasil, cô được mệnh danh là một trong 100 phụ nữ quyến rũ nhất thế giới 2004 (hoặc là 100 Mulheres Mais Sexy do Mundo 2004 bởi tạp chí internet của tạp chí VIP bầu chọn. Bên cạnh việc xuất hiện trên tạp chí VIP, cô cũng xuất hiện trên các tạp chí khác như tạp chí Claudia, Nova, UMA, Marie Claire, tạp chí Trip, Boa Forma  và Elle Brasil.
Trong năm 2014, Moraes được chọn làm diễn viên trong Em Familia nhưng không thể quay phim do mang thai, cô đã bị thay thế bởi Tainá Müller.
Công việc đầu tiên của cô với tư cách là một nữ diễn viên chính là khi cô tham gia Coração de Estudante, nơi cô đóng vai một người mẹ chưa lập gia đình. Năm 2003, ở Mulheres Apaixonadas, cô đóng vai Clara, một thiếu niên đồng tính. Năm 2004, cô đóng vai chính trong telenovela Da Cor do Pecado, cô đóng vai chính Moa, một bệnh nhân u não. Từ năm 2004 đến năm 2005, cô đóng vai chính trong Como uma Onda với vai diễn Nina, một người phụ nữ mà hai người đàn ông yêu mến: bạn trai của cô, Jorge Junqueira và Daniel Cascaes, một người đàn ông Bồ Đào Nha. Năm 2006, cô đóng vai chính trong bộ phim Fica Comigo Esta Noite, một bản chuyển thể của vở kịch của Flávio de Souza. Trong telenovela Bang Bang, cô đóng vai Penny Lane, một học giả vật lý tiên tiến.